# 奧羅拉斯普林斯 (密蘇里州)
奧羅拉斯普林斯（英語：Aurora Springs）是位於美國密蘇里州米勒縣的普查規定居民點。

## 歷史
奧羅拉斯普林斯的郵局於1882年設立，其後於1912年停運。

## 人口
根據2020年美國人口普查的數據，奧羅拉斯普林斯的面積為1.11平方千米，皆為陸地。當地共有人口138人，而人口密度為每平方千米124.32人。